# Arisaema handelii
Arisaema handelii är en kallaväxtart som beskrevs av Otto Stapf och Hand.-mazz. Arisaema handelii ingår i släktet Arisaema och familjen kallaväxter. Inga underarter finns listade.